# Sport per disabili
Lo sport per disabili è lo sport praticato da persone con diversi tipi di disabilità fisica, psicomentale e sensoriale. Sono sport per disabili tutti gli sport paralimpici che fanno parte del programma dei Giochi paralimpici (sia estivi che invernali), ma lo sono anche molti altri e di ogni tipo, inclusi alcuni sport estremi. Vi sono anche degli sport specificatamente creati per gli atleti disabili.

## Storia e organizzazione
Lo sport per atleti con disabilità è diviso in tre branche principali: sordi, disabili fisici (in questo caso vengono compresi anche gli atleti non vedenti e ipovedenti) e disabili psicomentali 
Le competizioni internazionali dedicate agli atleti sordi iniziarono già nel 1924 con i Giochi silenziosi di Parigi organizzato dal Comitato Internazionale degli Sport dei Sordi (Comité International des Sports des Sourds). Questi giochi si evolsero negli attuali Giochi olimpici silenziosi o Deaflympics governati dalla CISS. La CISS mantiene i suoi giochi separati.
Nel 1948 il medico inglese Ludwig Guttmann, nell'ambito delle sue funzioni, decise di promuovere fin dall'inizio lo sport come metodo principale di terapia, utilizzandolo per plasmare e/o riplasmare i suoi pazienti con un fisico forte ed il rispetto di sé. Dal 1952, organizzò i cosiddetti Giochi di Stoke Mandeville per disabili, cresciuti nel tempo fino ad avere oltre 130 partecipanti stranieri, cosa che impressionò l'opinione pubblica internazionale e i dirigenti del movimento olimpico.
Nel 1956 Guttmann fu onorato con la Coppa Fearnley, riconoscimento creato per premiare chi si distingue nel contribuire all'espansione degli ideali olimpici. In seguito a questi successi decise, su proposta ed assieme all'italiano Antonio Maglio, di portare i giochi a Roma nel 1960, poi riconosciuto come I giochi paralimpici, manifestazione che continua tutt'oggi con crescente successo. Nel Regno Unito fondò altresì l'Associazione Britannica Sport Disabili (1960) e ricevette i gradi di ufficiale e poi di commendatore dell'Ordine dell'Impero Britannico.
Negli anni sessanta, grazie a Eunice Kennedy Shriver, iniziarono ad essere promossi anche gli eventi sportivi dedicati agli atleti con disabilità intellettive. Nel 1968 si tennero a Chicago le prime Special Olympics.
Il 18 settembre 1960 si aprirono a Roma i IX Giochi Internazionali per Paraplegici, ovvero la nona edizione internazionale dei Giochi di Stoke Mandeville, una manifestazione sportiva ideata dal medico britannico Ludwig Guttmann come equivalente dei Giochi olimpici per veterani della seconda guerra mondiale con danni alla colonna vertebrale. Sin dalla prima edizione si erano sempre svolti nella cittadina inglese di Stoke Mandeville, da cui prendevano il nome, ma nel 1958 Antonio Maglio, direttore del centro paraplegici dell'INAIL, propose a Guttmann di disputare l'edizione del 1960 a Roma, che quell'anno avrebbe ospitato la XVII Olimpiade.
I Giochi Internazionali per paraplegici furono organizzati dall'INAIL e dal Comitato olimpico nazionale italiano (CONI) e si svolsero una settimana dopo la conclusione dei Giochi Olimpici. Vennero ufficialmente aperti il 18 settembre dall'allora Ministro della Sanità italiano Camillo Giardina, davanti a circa cinquemila spettatori nella cerimonia di apertura presso lo stadio dell'Acqua Cetosa. Le competizioni si disputarono dal 19 al 24 settembre. Furono organizzate 57 gare in 8 sport diversi, a cui parteciparono 400 atleti in rappresentanza di 23 nazioni. La cerimonia di chiusura si tenne il 25 settembre presso il Palazzetto dello Sport del Villaggio Olimpico, alla presenza di Carla Gronchi, moglie del Presidente della Repubblica Italiana, e di Ludwig Guttmann, l'ideatore dei Giochi.
L'edizione romana dei Giochi Internazionali di Stoke Mandeville fu la prima ad essere organizzata in concomitanza con i Giochi Olimpici e a godere del riconoscimento e del patrocinio di alte cariche istituzionali. I partecipanti vennero ricevuti in udienza da Papa Giovanni XXIII. I Giochi di Roma 1960 vennero posteriormente riconosciuti come I Giochi paralimpici estivi solo nel 1984, quando il Comitato Olimpico Internazionale (CIO) approvò la denominazione Giochi paralimpici.
I contatti tra Guttmann e la delegazione giapponese presente a Roma in rappresentanza del Comitato Organizzatore della XVIII Olimpiade del 1964 permisero a Tokyo di essere scelta per ospitare i Giochi Internazionali di Stoke Mandeville programmati per lo stesso anno, successivamente riconosciuti come II Giochi paralimpici estivi.

## Gli sport per disabili

### Sport paralimpici
Discipline ai Giochi paralimpici estivi
- Atletica leggera paralimpica
- Boccia
- Calcio a 5 per ciechi
- Calcio a 7-un-lato
- Canottaggio paralimpico
- Paraciclismo
- Equitazione paralimpica
- Goalball
- Judo paralimpico
- Nuoto paralimpico
- Pallacanestro in carrozzina
- Pallavolo paralimpica
- Rugby in carrozzina
- Scherma in carrozzina
- Pesistica paralimpica
- Tennis in carrozzina
- Tennistavolo paralimpico
- Tiro a segno paralimpico
- Tiro con l'arco paralimpico

Discipline ai Giochi paralimpici invernali
- Sci alpino paralimpico
- Sci di fondo paralimpico
- Biathlon paralimpico
- Curling in carrozzina
- Hockey su slittino
- Parasnowboard
- Parabob

### Sport non paralimpici
- Baseball per ciechi
- Baskin
- Bocce paralimpiche
- Calcio amputati
- Calcio Balilla paralimpico
- Danza sportiva su carrozzina
- Golf paralimpico
- Karate
- Pallanuoto paralimpica
- Parabadminton
- Paracanoa
- Paraclimbing
- Paragility Dog
- Parataekwondo
- Powerchair football
- Powerchair hockey
- Scacchi per ciechi
- Sci nautico paralimpico
- Scherma per non vedenti
- Showdown
- Skeleton paralimpico
- Tennis per ciechi
- Tiro a volo paralimpico
- Torball
- Trail orienteering
- Vela paralimpica